# Mankellbron

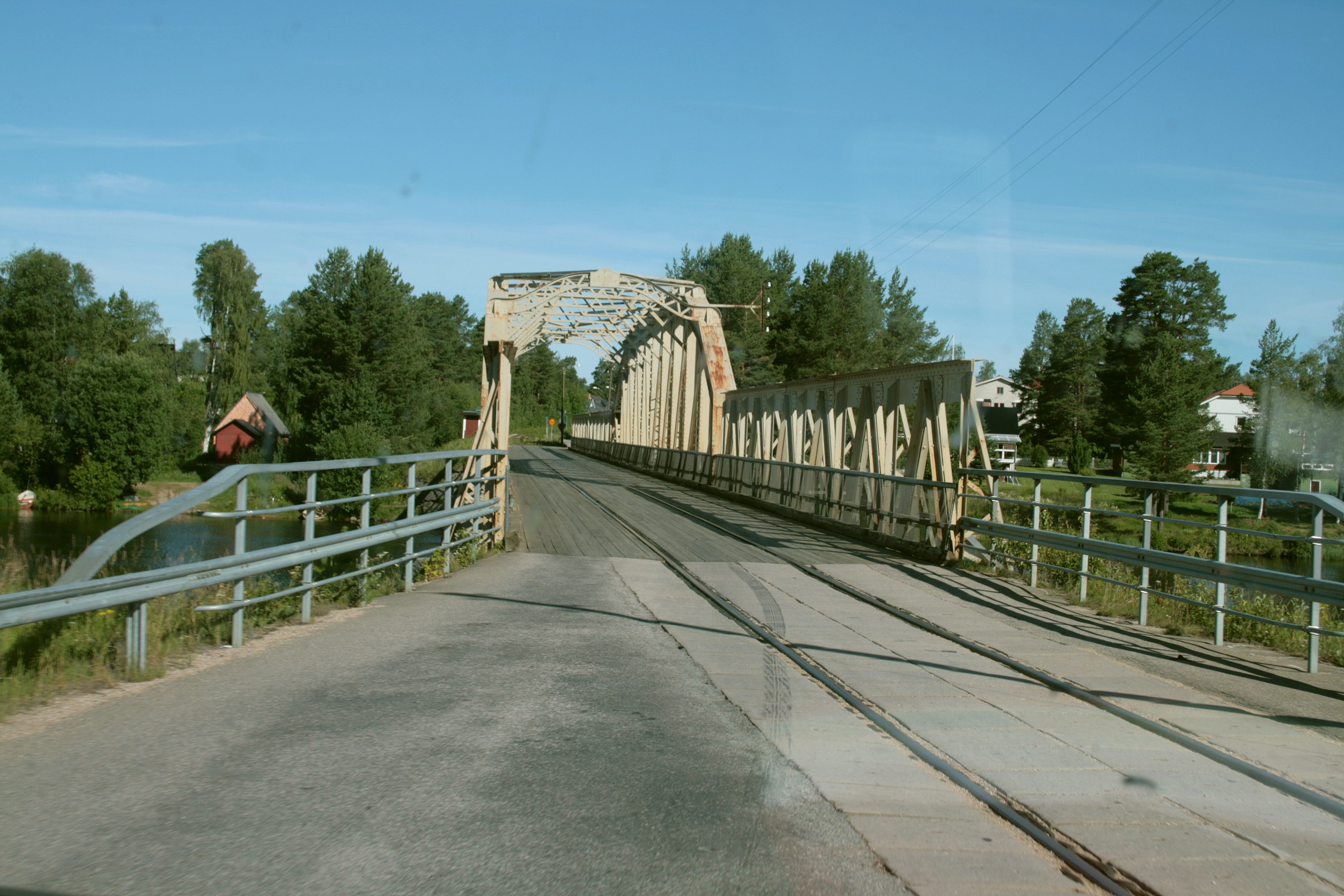
Mankell-Brücke von Süden

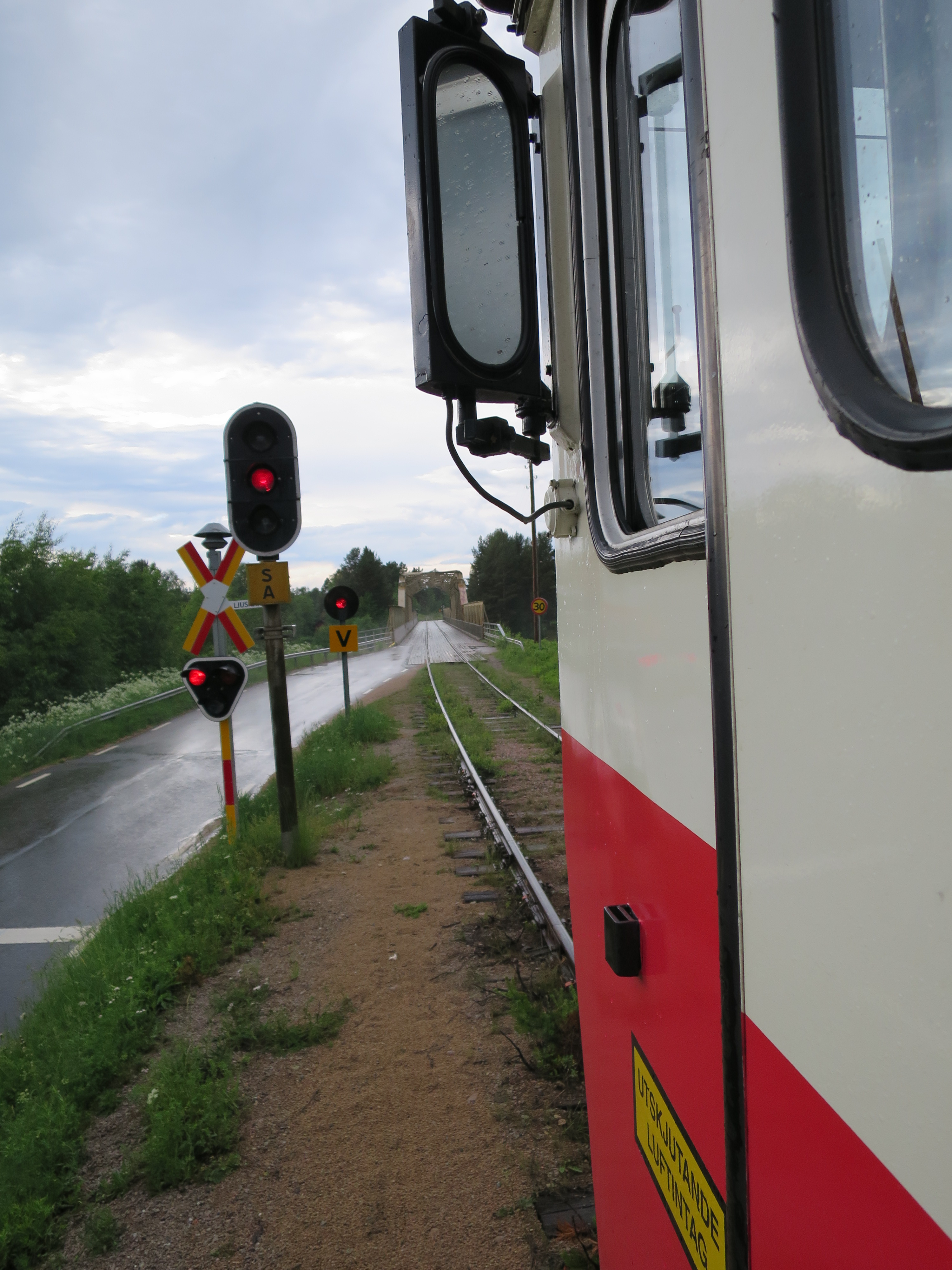
Links Ampel, rechts Signal, beides noch auf Halt

Die Mankell-Brücke (schwedisch: Mankellbron) ist eine kombinierte Eisenbahn- und Straßenbrücke im Zuge der Inlandsbahn in Schweden. Sie liegt ca. 800 m südlich des Bahnhofs Sveg in der Provinz Jämtlands län bei Streckenkilometer 356,631. Auch der Länsväg Z 504.02 führt über die Brücke.

## Bauwerkbeschreibung
Die Brücke führt über den Ljusnan. Sie besteht aus vier Fachwerkbrücken-Segmenten aus Stahl, drei davon mit geraden Fachwerkkästen, ein Segment in Bogenform.
An beiden Auffahrten zur Brücke werden Straße und Gleis in eine Fahrbahn zusammengeführt. Straßenseitig wird das als niveaugleicher Bahnübergang mit Schranken gesichert, gleisseitig durch je ein Signal. Beide Sicherungsanlagen sind voneinander abhängig geschaltet. Während die Brücke früher durch einen eigenen Brückenwärter gesichert war, muss ein Zug heute anhalten, und ein Mitglied der Zugbesatzung löst von einer stationären Konsole die straßenseitige Sperrung in Abhängigkeit mit dem Einfahrsignal des Bahnhofs Sveg aus.

## Geschichte
Die Brücke wurde von der privaten Eisenbahngesellschaft Orsa–Härjeådalens Järnvägsaktiebolag errichtet, die 1919 verstaatlicht wurde. Der erste Zug fuhr am 28. September 1908 über die Brücke, der fahrplanmäßige Eisenbahnbetrieb über die Brücke wurde am 9. Februar 1909 aufgenommen.
Die Hauptlast des Straßenverkehrs führt heute über die 500 m flussabwärts gelegene Brücke der E 45. Die Mankell-Brücke dient weitgehend nur noch innerörtlichem Verkehr. Die schwedische Denkmalbehörde wertet die Brücke als eines der bedeutendsten Bauwerke im Zuge der Inlandsbahn. Die Mankellbron ist heute eine der beiden im Zuge der Inlandsbahn verbliebenen Brücken, auf denen gemischter Straßen- und Eisenbahnverkehr stattfindet. Die andere so noch betriebene Brücke ist die Piteälvsbron.
Die Brücke wurde 2006 nach dem schwedischen Schriftsteller Henning Mankell benannt, der in Sveg einen Teil seiner Kindheit verbrachte.